# Kaiser-Wilhelm-Berg (Namibia)
Der Kaiser-Wilhelm-Berg, häufig auch Kaiser Wilhelm Berg, selten auch englisch Kaiser Wilhelm Mountain, ist ein Berg des Khomashochlandes in der Region Khomas in Namibia. Er erreicht eine Höhe von 1997 m und liegt etwa acht Kilometer westlich der Windhoeker Innenstadt.
Möglicherweise gibt es einen weiteren Berg in der Region Otjozondjupa mit diesem Namen. Darauf weist Klaus Dierks in seinen geschichtlichen Abhandlungen im Rahmen der Schutztruppe für Deutsch-Südwestafrika hin.